# Weingartia westii
Weingartia westii ist eine Pflanzenart in der Gattung Weingartia aus der Familie der Kakteengewächse (Cactaceae). Das Artepitheton westii ehrt James West (1886–1939), eigentlich Egon Viktor Moritz Karl Maria von Ratibor und Corney, Prinz zu Hohenlohe-Schillingsfürst.

## Beschreibung
Weingartia westii wächst einzeln mit kugelförmigen bis flach kugelförmigen, graugrünen bis violett überhauchten Körpern und sprosst im Alter ein wenig. Die Körper erreichen bei Durchmessern von 6 bis 20 Zentimetern Wuchshöhen von 8 bis 20 Zentimetern und besitzen eine bis zu 20 Zentimeter lange, verdickte, keilförmige Rübenwurzel. Die 12 bis etwa 25 Rippen sind flach und gehöckert. Die 10 bis 20 Dornen sind abstehend, dünn und elastisch. Sie sind graubraun bis schwarz, selten strohfarben oder bräunlich bis weißlich und 2,5 bis 6 Zentimeter lang. 
Die gelben, selten auch weißen Blüten sind schmal trichterförmig und erscheinen in der Nähe des Scheitels. Sie sind 4 bis 5 Zentimeter lang und besitzen Durchmesser von 3,5 bis 4,5 Zentimeter. Die länglich kugelförmigen bis tropfenförmigen Früchte sind oliv- bis dunkelgrün. Sie sind bei Reife dünnhäutig eintrocknend, zerfallen oder reißen seitlich oder an der Basis auf.

## Verbreitung und Systematik
Weingartia westii ist im Süden Boliviens in den Departamentos Chuquisaca und Potosí in Höhenlagen von 3000 bis 3950 Metern verbreitet. 
Die Erstbeschreibung als Gymnocalycium westii wurde 1957 von Paul Clifford Hutchison (* 1924) veröffentlicht. John Donald Donald (1923–1996) stellte die Art 1958 in die Gattung Weingartia. Nomenklatorische Synonyme sind Sulcorebutia westii (Hutchison) F.H.Brandt (1976) und Weingartia fidaiana subsp. westii (Hutchison) Slaba (2001).

## Nachweise